# Dryopteris marginalis
Dryopteris marginalis — вид папоротеподібних рослин родини щитникові (Dryopteridaceae), який зростає у вологих тіньових районах сходу Північної Америки, від Оклахоми до півдня Ґренландії.

## Опис
Листя мономорфне, зелене взимку, 30–100 × 10–25 см. Черешок 1/4–1/3 довжини листя, лущені при основі; луски в щільних пучках, блідо-рудувато-коричневі. Листові пластини голубувато-зелені, яйцеподібно-ланцетні. Круглі соруси розташовані на полях листкової тканини. До того як соруси дозріють, вони сірі, після чого вони набувають цікавого блакитно-фіолетового кольору, перш ніж нарешті стають коричневими, коли вони зрілі. Відомо, що Dryopteris marginalis утворює гібриди з 10 іншими видами, а деякі гібриди є загальними, вони можуть бути ідентифіковані неправильними спорами та сорусами, які не є повністю на краях листя. 2n=82.

## Поширення
Північна Америка: схід Канади, схід США, південь Гренландії. Також культивується. Населяє скелясті, лісисті схили та яри, кромки гаїв, береги річок та узбіччя, кам'яні стіни; на висотах 50–1500 м.

## Галерея

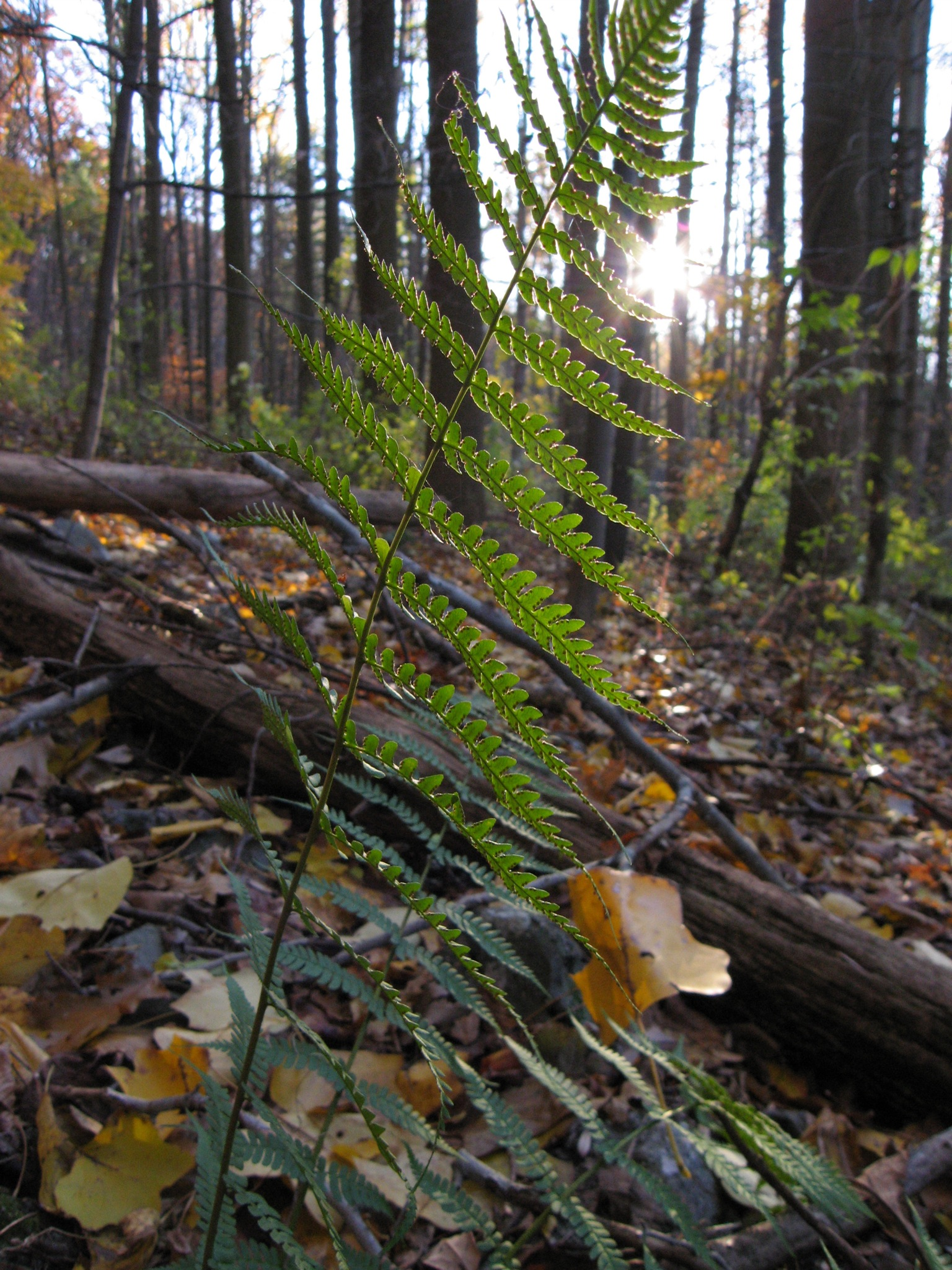
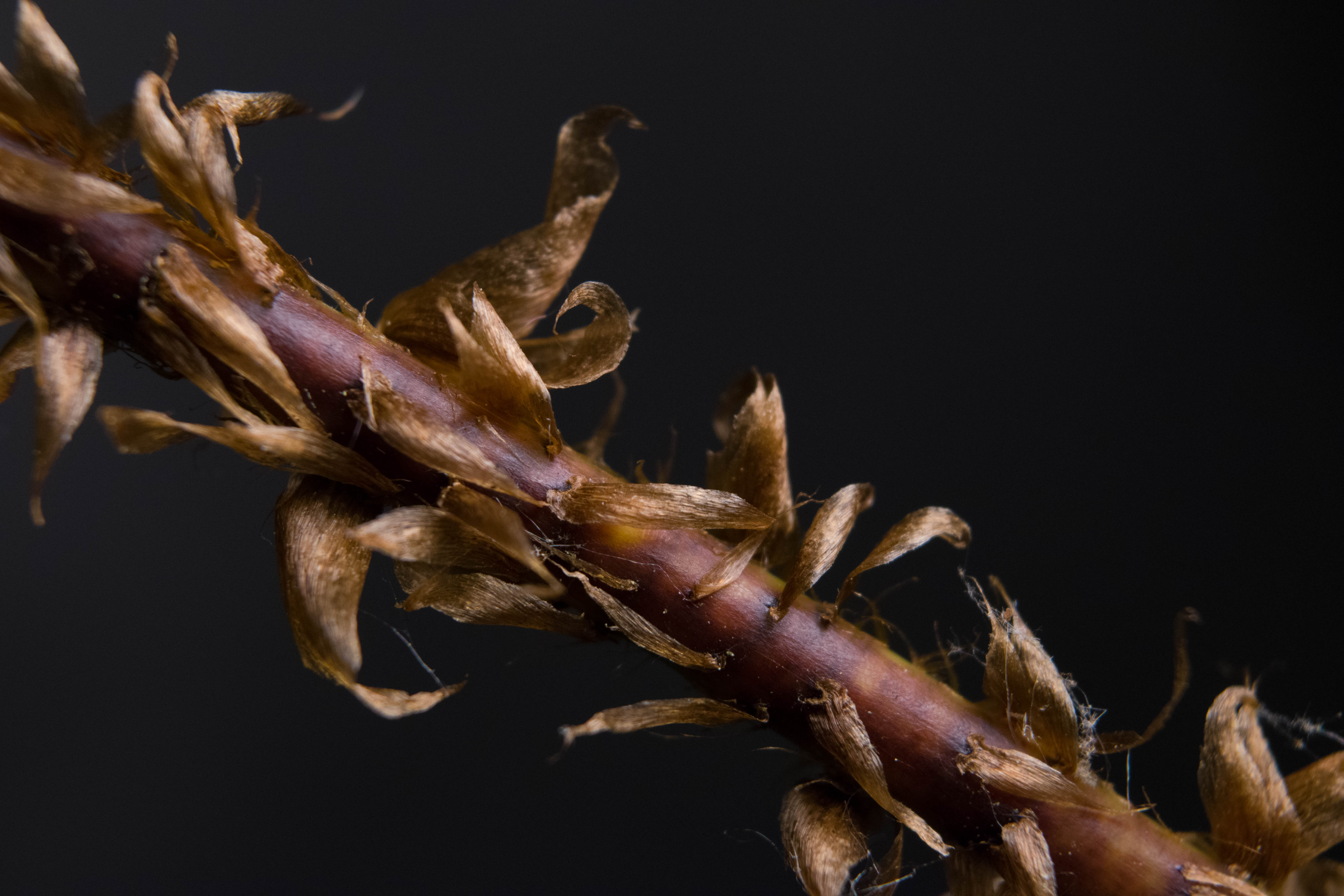
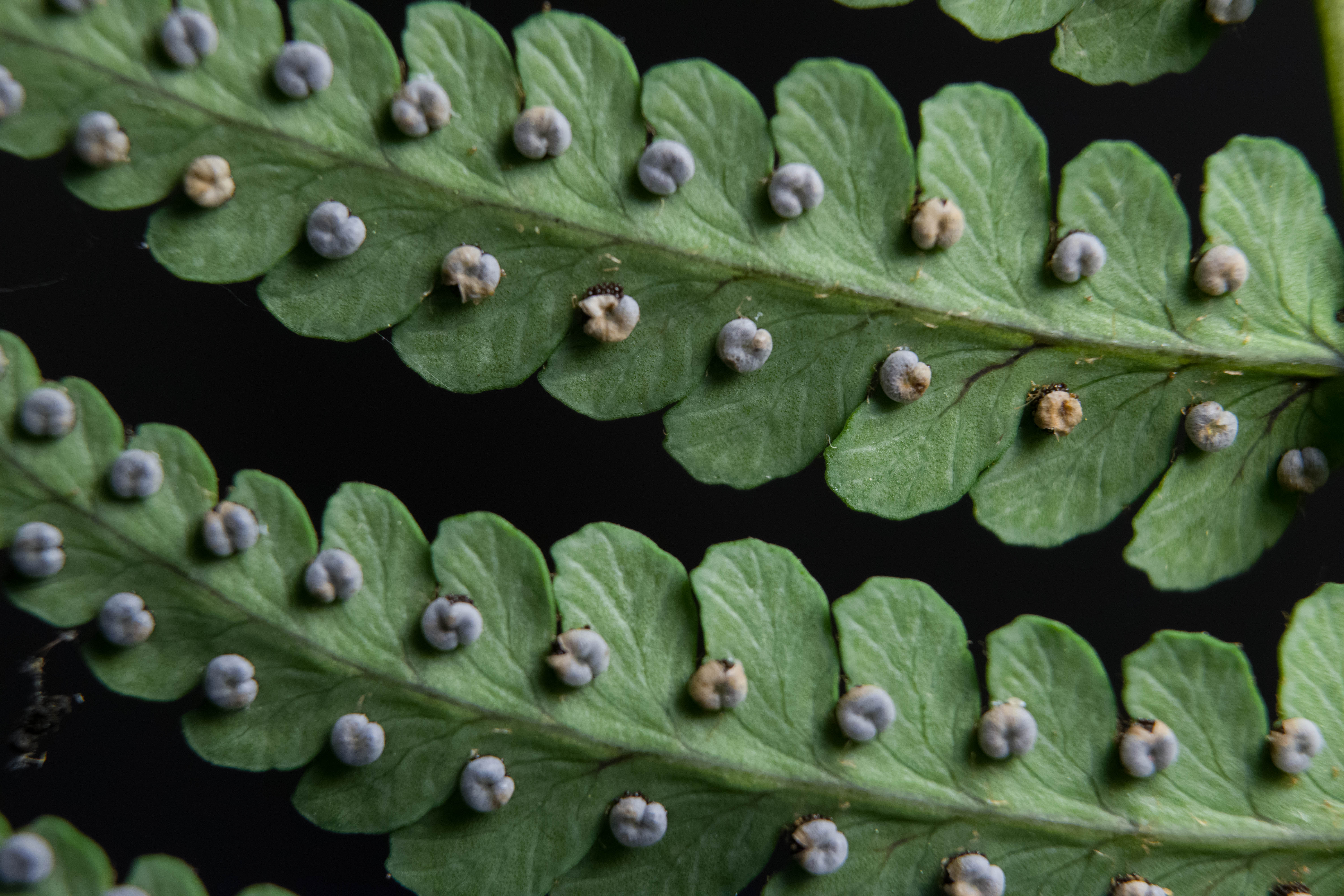
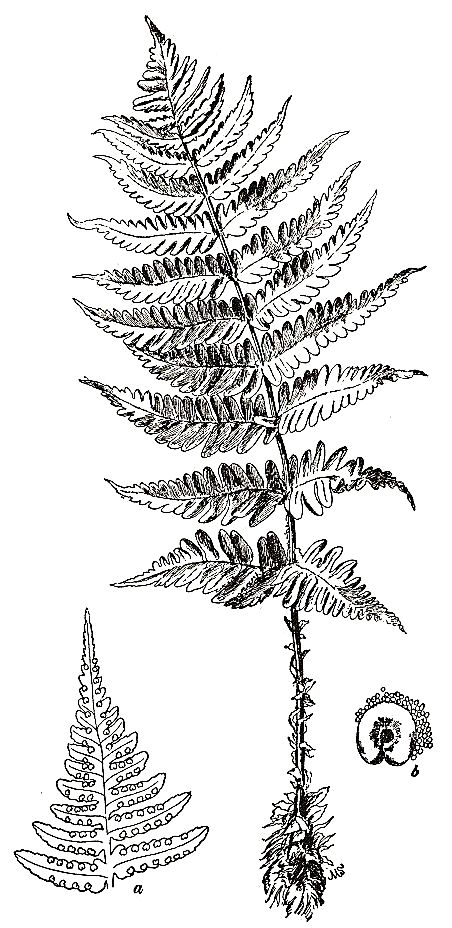